# Jhon Arias
Jhon Adolfo Arias Andrade (Quibdó, Chocó, 21 de septiembre de 1997) es un futbolista colombiano que juega como extremo en el Wolverhampton Wanderers Football Club de la Premier League de Inglaterra. Es Internacional absoluto con la selección de Colombia.

## Trayectoria

### Llaneros
Arias tenía contrato con los Patriotas y fue cedido a Llaneros para la temporada 2018. Arias hizo su debut profesional el 17 de febrero de 2018 en el empate a un gol frente a Fortaleza CEIF por el torneo de ascenso. Su primer gol llegó un mes después en el empate 1-1 de Llaneros contra Unión Magdalena en la primera ronda de la Copa Colombia. Arias cerró su primera experiencia con 6 goles en 35 partidos. 

### Patriotas
En el 2019, llegó a Patriotas. El 25 de enero jugó su primer partido en la victoria 2-1 sobre Independiente Medellín y seis días después hizo su primera anotación ante Junior de Barranquilla. Con el elenco de Tunja jugó 38 partidos y marcó 4 goles. 

### América de Cali
El 10 de diciembre de 2019, Arias firmó contrato con América de Cali cedido por los Patriotas. Debutó por Liga con el equipo en la primera fecha contra la Alianza Petrolera, empate a 1-1. El 4 de octubre de 2020 marcó su único gol vistiendo la camiseta del América de Cali en la victoria 3-1 sobre Rionegro Águilas.
Vale mencionar que Jhon Arias hizo parte del América campeón del 2020 contra Independiente Santa Fe. Pero no pudo establecerse como titular habitual, anotando una vez en 29 partidos. Jugó 21 partidos de la Liga BetPlay (1033 minutos). Fue titular en 10 ocasiones y marcó un gol (a Águilas Doradas). Además participó en 85 minutos de la Copa BetPlay, en 150 de la Superliga y en 5 compromisos de la Copa Libertadores.

### Santa Fe
El 7 de enero de 2021 Arias se incorporó a Santa Fe.El 4 de febrero de 2021, en el partido correspondiente a la cuarta jornada de la Liga Betplay, Santa Fe recibió a Patriotas Boyacá en casa. Arias, en su tercer partido, marcó su primer gol. Y no fue un gol cualquiera: el jugador remató con la primera intención y lo metió en la portería.
Arias ha jugado un total de 28 partidos vistiendo la camiseta de Santa Fe, anotando tres goles y convirtiéndose en una de las principales cartas ofensivas de los cardenales.

### Fluminense
El 18 de agosto de 2021, Arias se mudó al extranjero por primera vez en su carrera, después de acordar un contrato de cuatro años con el Fluminense del Campeonato Brasileiro Série A. El jugador firma contrato definitivo con O Tricolor, que pagó 600 mil dólares por el 50% de los derechos económicos de Patriotas. El 26 de agosto de 2021, Jhon Arias debutó en los cuartos de final de la Copa de Brasil contra el Atlético Mineiro.  Su primer gol llegó el 2 de septiembre de 2021, en el empate 1-1, contra el Juventude, en la 14.ª jornada del Brasileirão 

El 22 de abril de 2023, llegó a cien partidos con la camiseta de Fluminense. Con diecinueve goles y veinticinco asistencias, se hizo titular indiscutible del equipo, consiguiendo además varios títulos.El 4 de noviembre, se consagró campeón de la Copa Libertadores 2023, en el torneo participó en todos los partidos, realizaría dos goles y dio tres asistencias.
Fue elegido balón de bronce del Mundial de Clubes 2023.El 29 de febrero de 2024 marcó doblete en la victoria 2-0 de su equipo sobre Liga de Quito y se consagró campeón de la Recopa Sudamericana 2024.
Jhon Arias llegó a los 200 partidos con la camiseta del Fluminense el 16 de febrero de 2025, en la victoria sobre Nova Iguaçu, por 2-0, en el Maracaná.
Jhon Arias se despidió del Fluminense el 21 de julio de 2025. En 230 partidos, Jhon Arias marcó 47 goles y dio 55 asistencias.

### Wolverhampton Wanderers
Jhon Arias acordó su traspaso al Wolverhampton de la Premier League. El acuerdo se formalizó el 24 de julio con un contrato de cuatro años con opción a una prórroga adicional. La compra fue de unos 22 millones de euros. Fluminense y Patriotas tenían derechos económicos, por lo que el club carioca recibió 16 millones de euros, 11 de los cuales eran fijos y 5 condicionados a los objetivos del deportista. Debutó con el club en un amistoso contra el Girona el 3 de agosto de 2025. En su debut, Jhon Arias marcó su primer gol con el club en la derrota por 2-1 en el Estadio Montilivi. Su debut en la Premier League con los Wolves tuvo lugar el 16 de agosto de 2025, en el partido inaugural de la temporada 2025-26. Arias se incorporó procedente del banquillo a los 73 años en la derrota por 4-0 ante el Manchester City.

## Selección nacional
El 24 de mayo de 2022, sería convocado por primera vez a la Selección Colombia. Esto con miras de disputar un amistoso frente a Arabia Saudita a comienzos de junio de ese año. El 16 de junio de 2023, daría una asistencia en la victoria 1-0 sobre Irak por otro amistoso. En el triunfo 1-0 sobre Venezuela por Eliminatorias se reportó con otra asistencia.Su primer tanto lo marcaría en la victoria 3-2 sobre Rumania.

### Participaciones enEliminatorias al Mundial
| Eliminatoria                               | Sede del Mundial                | Posición      | Resultado  | PJ | GA | Asis |
| ------------------------------------------ | ------------------------------- | ------------- | ---------- | -- | -- | ---- |
| Eliminatorias Mundial de Norteamérica 2026 | Estados Unidos, México y Canadá | 6°lugar 22pts | En disputa | 15 | 0  | 2    |

### Participaciones enCopas América
| Torneo            | Sede           | Resultado  | PJ | GA | Asis |
| ----------------- | -------------- | ---------- | -- | -- | ---- |
| Copa América 2024 | Estados Unidos | Subcampeón | 6  | 0  | 2    |

### Goles internacionales
| # | Fecha               | Lugar                                                  | Rival          | Gol   | Resultado | Competición |
| - | ------------------- | ------------------------------------------------------ | -------------- | ----- | --------- | ----------- |
| 1 | 26 de marzo de 2024 | Estadio Metropolitano, Madrid, España                  | Rumania        | 2 - 0 | 3 - 2     | Amistoso    |
| 2 | 8 de junio de 2024  | Commanders Field, Landover, Estados Unidos             | Estados Unidos | 0 - 1 | 1 - 5     | Amistoso    |
| 3 | 15 de junio de 2024 | Estadio Pratt & Whitney, East Hartford, Estados Unidos | Bolivia        | 1 - 0 | 3 - 0     | Amistoso    |

## Estadísticas

### Clubes
Actualizado al último partido disputado el 16 de agosto de 2025.
| Club                                     | Div.          | Temporada     | Liga  | Liga  | Liga  | Copa nacional | Copa nacional | Copa nacional | Copa internacional | Copa internacional | Copa internacional | Total | Total | Total |
| Club                                     | Div.          | Temporada     | Part. | Goles | Asis. | Part.         | Goles         | Asis.         | Part.              | Goles              | Asis.              | Part. | Goles | Asis. |
| ---------------------------------------- | ------------- | ------------- | ----- | ----- | ----- | ------------- | ------------- | ------------- | ------------------ | ------------------ | ------------------ | ----- | ----- | ----- |
| Llaneros · Colombia                      | 2.ª           | 2018          | 31    | 5     | 0     | 4             | 1             | 0             | —                  | —                  | —                  | 35    | 6     | 0     |
| Llaneros · Colombia                      | Total club    | Total club    | 31    | 5     | 0     | 4             | 1             | 0             | 0                  | 0                  | 0                  | 35    | 6     | 0     |
| Patriotas · Colombia                     | 1.ª           | 2019          | 36    | 4     | 1     | 2             | 0             | 0             | —                  | —                  | —                  | 38    | 4     | 1     |
| Patriotas · Colombia                     | Total club    | Total club    | 36    | 4     | 1     | 2             | 0             | 0             | 0                  | 0                  | 0                  | 38    | 4     | 1     |
| América de Cali · Colombia               | 1.ª           | 2020          | 21    | 1     | 3     | 3             | 0             | 0             | 5                  | 0                  | 0                  | 29    | 1     | 3     |
| América de Cali · Colombia               | Total club    | Total club    | 21    | 1     | 3     | 3             | 0             | 0             | 5                  | 0                  | 0                  | 29    | 1     | 3     |
| Santa Fe · Colombia                      | 1.ª           | 2021          | 22    | 3     | 1     | —             | —             | —             | 6                  | 0                  | 1                  | 28    | 3     | 2     |
| Santa Fe · Colombia                      | Total club    | Total club    | 22    | 3     | 1     | 0             | 0             | 0             | 6                  | 0                  | 1                  | 28    | 3     | 2     |
| Fluminense · Brasil                      | 1.ª           | 2021          | 19    | 1     | 0     | 2             | 0             | 0             | —                  | —                  | —                  | 21    | 1     | 0     |
| Fluminense · Brasil                      | 1.ª           | 2022          | 33    | 7     | 10    | 20            | 6             | 5             | 9                  | 3                  | 2                  | 62    | 16    | 17    |
| Fluminense · Brasil                      | 1.ª           | 2023          | 29    | 7     | 7     | 17            | 2             | 7             | 15                 | 3                  | 3                  | 61    | 12    | 17    |
| Fluminense · Brasil                      | 1.ª           | 2024          | 27    | 7     | 3     | 12            | 4             | 2             | 12                 | 3                  | 3                  | 51    | 14    | 8     |
| Fluminense · Brasil                      | 1.ª           | 2025          | 12    | 1     | 4     | 14            | 2             | 6             | 9                  | 1                  | 3                  | 35    | 4     | 13    |
| Fluminense · Brasil                      | Total club    | Total club    | 120   | 23    | 24    | 65            | 14            | 20            | 45                 | 10                 | 11                 | 230   | 47    | 55    |
| Wolverhampton Wanderers F. C. Inglaterra | 1.ª           | 2025-26       | 1     | 0     | 0     | 0             | 0             | 0             | —                  | —                  | —                  | 1     | 0     | 0     |
| Wolverhampton Wanderers F. C. Inglaterra | Total club    | Total club    | 1     | 0     | 0     | 0             | 0             | 0             | 0                  | 0                  | 0                  | 1     | 0     | 0     |
| Total carrera                            | Total carrera | Total carrera | 231   | 36    | 29    | 74            | 15            | 20            | 56                 | 10                 | 12                 | 361   | 61    | 61    |

### Selección
| Selección           | Año   | Amistosos | Amistosos | Amistosos | Mundial | Mundial | Mundial | Continental | Continental | Continental | Total | Total | Total |
| Selección           | Año   | Part.     | Goles     | Asis.     | Part.   | Goles   | Asis.   | Part.       | Goles       | Asis.       | Part. | Goles | Asis. |
| ------------------- | ----- | --------- | --------- | --------- | ------- | ------- | ------- | ----------- | ----------- | ----------- | ----- | ----- | ----- |
| Absoluta · Colombia | 2022  | 2         | 0         | 0         | —       | —       | —       | —           | —           | —           | 2     | 0     | 0     |
| Absoluta · Colombia | 2023  | 4         | 0         | 1         | —       | —       | —       | 5           | 0           | 1           | 9     | 0     | 2     |
| Absoluta · Colombia | 2024  | 4         | 3         | 0         | —       | —       | —       | 12          | 0           | 1           | 16    | 3     | 1     |
| Absoluta · Colombia | 2025  | —         | —         | —         | —       | —       | —       | 4           | 0           | 1           | 4     | 0     | 1     |
| Total               | Total | 10        | 3         | 1         | 0       | 0       | 0       | 21          | 0           | 3           | 31    | 3     | 4     |

## Palmarés

### Campeonatos regionales
| Título             | Equipo     | Sede           | Año  |
| ------------------ | ---------- | -------------- | ---- |
| Taça Guanabara     | Fluminense | Río de Janeiro | 2022 |
| Campeonato Carioca | Fluminense | Río de Janeiro | 2022 |
| Taça Guanabara     | Fluminense | Río de Janeiro | 2023 |
| Campeonato Carioca | Fluminense | Río de Janeiro | 2023 |

### Campeonatos nacionales
| Título              | Equipo          | Año  |
| ------------------- | --------------- | ---- |
| Categoría Primera A | América de Cali | 2020 |

### Campeonatos internacionales
| Título              | Equipo     | Sede           | Año  |
| ------------------- | ---------- | -------------- | ---- |
| Copa Libertadores   | Fluminense | Río de Janeiro | 2023 |
| Recopa Sudamericana | Fluminense | Río de Janeiro | 2024 |

### Distinciones individuales
| Distinción                                                                   | Año  |
| ---------------------------------------------------------------------------- | ---- |
| Equipo Ideal del Campeonato Carioca                                          | 2023 |
| Equipo Ideal de la Copa Libertadores                                         | 2023 |
| Balón de Bronce en la Copa Mundial de Clubes                                 | 2023 |
| Equipo Ideal de América                                                      | 2023 |
| Máximo goleador de la Recopa Sudamericana (2 goles)                          | 2024 |
| Equipo Ideal del Campeonato Carioca                                          | 2025 |
| Jugador del partido vs Borussia Dortmund - Copa Mundial de Clubes de la FIFA | 2025 |
| Jugador del partido vs Ulsan HD - Copa Mundial de Clubes de la FIFA          | 2025 |
| Jugador del partido vs Inter Milan - Copa Mundial de Clubes de la FIFA       | 2025 |
| Equipo Ideal de la Copa Mundial de Clubes de la FIFA                         | 2025 |